# Growing Up Fisher
Growing Up Fisher is een Amerikaanse sitcom, uitgezonden in de Verenigde Staten op NBC van 23 februari 2014 tot en met 11 juni 2014.

## Verhaal
De serie volgt de groei van de 11-jarige Henry en zijn zus Katie na de scheiding van hun ouders. De opwinding wordt nog groter door Mel, hun blinde vader als advocaat en Joyce's moeder, die lijdt aan een crisis van middelbare leeftijd.

## Rolverdeling
| Acteur            | Personage         |
| ----------------- | ----------------- |
| J.K. Simmons      | Mel Fisher        |
| Eli Baker         | Henry Fisher      |
| Ava Deluca-Verley | Katie Fisher      |
| Lance Lim         | Runyen            |
| Jenna Elfman      | Joyce Fisher      |
| Isabela Moner     | Jenny             |
| Matthew Glave     | schoolhoofd Sloan |
| Carla Jimenez     | Janice            |
| Logan Miller      | Anthony Hooper    |
| Bill Fagerbakke   | Ken Fisher        |
| Constance Zimmer  | Allison           |
| Jason Bateman     | Verteller         |

## Afleveringen
| Nr. | Titel                          | Originele datum  |
| --- | ------------------------------ | ---------------- |
| 1   | Pilot                          | 23 februari 2014 |
| 2   | Blind Man's Bluff              | 4 maart 2014     |
| 3   | The Date from Hell-nado        | 11 maart 2014    |
| 4   | Trust Fall                     | 18 maart 2014    |
| 5   | Work with Me                   | 25 maart 2014    |
| 6   | Drug/Bust                      | 1 april 2014     |
| 7   | Katie You Can Drive My Car     | 8 april 2014     |
| 8   | The Man with the Spider Tattoo | 15 april 2014    |
| 9   | Desk/Job                       | 22 april 2014    |
| 10  | First Time's the Charm         | 29 april 2014    |
| 11  | Secret Lives of Fishers        | 6 mei 2014       |
| 12  | Madi About You                 | 11 juni 2014     |
| 13  | Growing Up Fairbanks           | 11 juni 2014     |